# Baia di Eckernförde

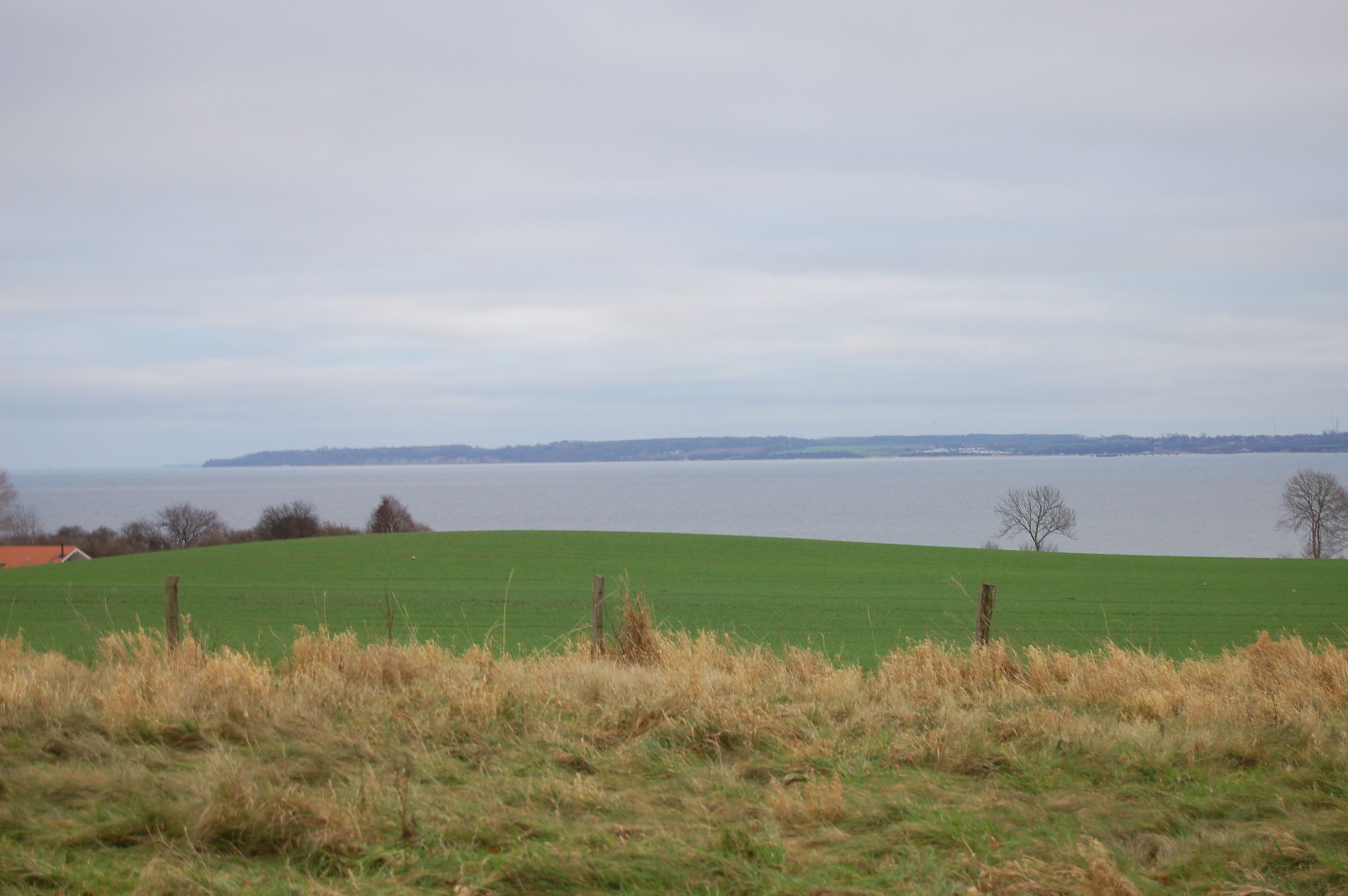
Vista dalla baia di Eckernförde verso nord

La baia di Eckernförde  (in tedesco: Eckernförder Bucht, in danese: Egernførde Fjord) è un fiordo dello Schleswig-Holstein, nel nord della Germania. La baia si estende per circa 17 km in lunghezza, con la riva sud che giunge a 10 km dalla baia di Kiel. Il confine con il fiordo di Kiel si trova presso il faro di Bülk. La penisola danese di Wahld, un tempo boscosa, tra il fiordo di Kiel e la baia di Eckernförde, costituiva la terra di confine tra i Sassoni e i Danesi fino al Medioevo. All'estremità interna della baia si trova la città di Eckernförde.

## Geografia

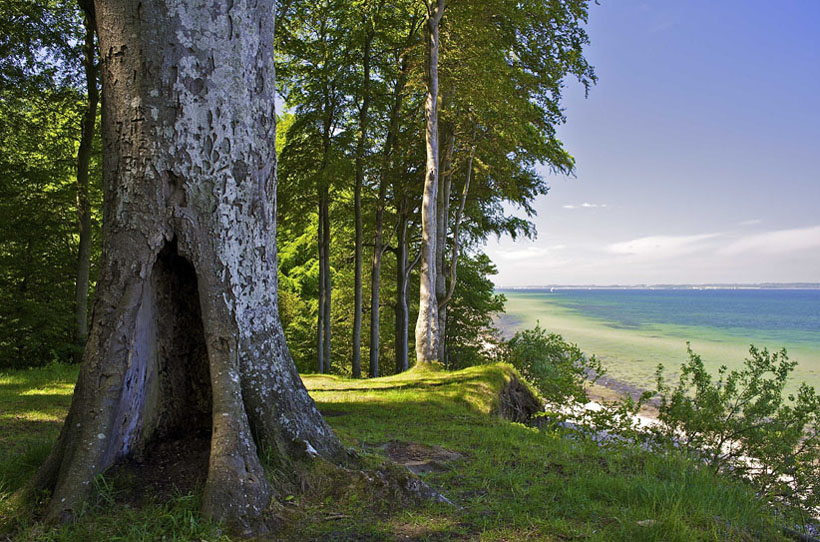
Vegetazione tipica della baia di Eckernförde

La baia si è formata durante l'ultima era glaciale, tra 120.000 e 10.000 anni fa, da un ghiacciaio.
L'estremità originaria post-glaciale della baia di Eckernförde, l'attuale Windebyer Noor, è oggi separata dal Mar Baltico da un promontorio su cui è stata costruita la città di Eckernförde. Nel 1929 degli argini artificiali hanno ulteriormente separato il Noor. È in progetto la creazione di un canale tra la baia e il Windebyer Noor.
Le rive della baia sono modellate dalle maree e dalle onde, poiché durante i venti forti da nord-est e da sud-ovest si può formare un mare pesante. Quando il livello dell'acqua è più alto di 0,75 m rispetto al solito, la sabbia e la ghiaia vengono erose dalla costa della scogliera. In alcuni punti, la costa si ritira di 15-20 cm ogni anno. Di conseguenza, le colline delle morene terminali, che si erano formate durante l'ultima era glaciale a sud-est, sono state scavate e di fronte ad Altenhof si è formata una scogliera alta 30 m e lunga 3,6 km. Diversi banchi di sabbia corrono paralleli alla spiaggia. Le rive sono per lo più ricoperte da alberi a foglia caduca.

## Storia
Durante il Medioevo, la penisola tra il fiordo di Kiel e la baia di Eckernförde, ricca di foreste, costituiva il confine tra i germani e/o i sassoni e i danesi. 
Poiché le tribù danesi si erano insediate nello Schwansen fin dal 700 e i coloni tedeschi erano arrivati nel Wahld danese intorno al 1260, la baia di Eckernförde divenne il confine linguistico tra il basso tedesco a sud e il danese a nord. La divisione è ancora evidente nei toponimi danese-nordici dello Schwansen, dove il tedesco come lingua franca è stato successivamente utilizzato. Tuttavia, il danese rimase in uso anche nello Schwansen fino al XIX secolo. Sia lo Schwansen che il Wahld danese mantennero il loro carattere feudale fino al primo periodo moderno.
L'alluvione del Mar Baltico del 1872 causò gravi danni alle città costiere della baia di Eckernförde. In particolare, la città di Eckernförde fu la più colpita.